# Giuseppe Emanuele Modigliani
Giuseppe Emanuele Modigliani (Liorna, 28 d'octubre de 1872 – Roma, 5 d'octubre de 1947) va ser un advocat i polític italià socialista, diputat del 1913 al 1929 i del 1946 al 1947.

## Biografia
Va nàixer al si d'una família burgesa d'origen jueu. Era el germà gran del pintor Amedeo Modigliani. Estudià dret i fou durant aquell període a la universitat que s'acostà al moviment socialista.
Fou elegit diputat pel Partit Socialista Italià per la Toscana el 1913 i ocupà l'escó fins a la decadència el 1926. El 14 de juny de 1918 va presentar una de les primeres propostes de modificació del reglament parlamentari italià, que preveia l'establiment de comissions permanents.
Durant gran part de la seva vida lluità contra el feixisme.
Fou escollit novament diputat a les eleccions legislatives italianes de 1946 a l'Assemblea Constituent pel Partit Socialista Democràtic Italià, ocupant l'escó fins a la seva mort.